# Дига Молато (Пјаченца)
Дига Молато је насеље у Италији у округу Пјаченца, региону Емилија-Ромања.
Према процени из 2011. у насељу је живело 3 становника. Насеље се налази на надморској висини од 339 м.